# Argyripnus pharos
Argyripnus pharos is een  straalvinnige vissensoort uit de familie van diepzeebijlvissen (Sternoptychidae). De wetenschappelijke naam van de soort is voor het eerst geldig gepubliceerd in 2003 door Harold & Lancaster.